# Lychnis villosula
Lychnis villosula là loài thực vật có hoa thuộc họ Cẩm chướng. Loài này được Gorschk. mô tả khoa học đầu tiên.